# 科斯基冰川
85°17′S 167°15′E / 85.283°S 167.250°E
科斯基冰川是南極洲的冰川，位於杜費克海岸，全長13公里，處於萬達門特冰川以北，流經多明尼昂山脈中東部，最終注入米爾冰川，以美國工程師命名。